# Philip Carteret Webb
Philip Carteret Webb, né le 14 août 1702 et mort le 22 juin 1770, est un avocat anglais, impliqué dans le mouvement des antiquaires au 18e siècle.
Il devient membre de la London Society of Antiquaries en 1747 et, en tant qu'avocat, est chargé d'obtenir l'incorporation de la Société en 1751. Cet acte est important pour mettre la société au même niveau, en termes de finances et de prestige national, avec la Royal Society, que certains antiquaires considèrent comme une rivale.
Webb est également un agent de la couronne dans le scandale du North Briton (1763), aidant Robert Wood à saisir les papiers du journaliste radical John Wilkes, dont les écrits incendiaires avaient offensé le roi.

## Jeunesse
Il est né à Devizes dans le Wiltshire, et est admis avocat le 20 juin 1724. Il pratique d'abord dans Old Jewry, puis déménage à Budge Row, et ensuite s'installe à Great Queen Street, Lincoln's Inn Fields. Le 18 décembre 1727, il est admis au Temple du Milieu et, le 8 avril 1741, à Lincoln's Inn.
Au début de sa carrière, il acquiert une réputation pour sa connaissance des archives et des précédents en droit constitutionnel. Après la répression de la rébellion jacobite de 1745, il agit pour l'État en tant que solicitor dans les procès des prisonniers. Lord Hardwicke le nomme secrétaire des faillites à la cour de la chancellerie, et il conserve le poste jusqu'en 1766, lorsque Lord Northington cesse d'être lord chancelier.

## En politique
Webb est élu FSA le 26 novembre 1747 et FRS le 9 novembre 1749, et en 1751 il aide matériellement à obtenir la charte d'incorporation de la Société des Antiquaires.
En 1748, il achète le domaine de Busbridge, près de l'arrondissement de Haslemere à Surrey, ce qui lui donne une influence considérable dans un Bourg pourri. Il siège pour Haslemere dans les parlements de 1754 à 1761 et de 1761 à 1768. La première de ces élections suscite en 1754 la ballade, attribuée au Dr William King, de St. Mary Hall, Oxford, de « La vache de Haslemere », qui a huit veaux, pour chacun desquels un vote dans l'intérêt de Webb est réclamé. 

## L'affaire Wilkes
En décembre 1756, Webb est nommé co-solicitor au trésor et occupe ce poste jusqu'en juin 1765 ; il est par conséquent un haut fonctionnaire dans la procédure contre John Wilkes, et pour ses actes est surnommé par Horace Walpole « un outil et un agent des plus vilains dans toute iniquité », ce « sale misérable », et « un triste valet ». Dans l'action intentée contre Wood, le secrétaire de lord Egremont, pour avoir saisi les papiers de Wilkes, Webb, en tant que témoin, jure que pendant qu'il était dans la maison, il n'avait pas de clé en main. Pour cela, il est jugé devant Lord Mansfield, avec un jury spécial, pour parjure, le 22 mai 1764. Le procès dure sept heures et le jury, après une absence de près d'une heure, rend un verdict de non-culpabilité. Une motion de Sir Joseph Mawbey en novembre 1768 pour le remboursement de tous les fonds payés à Webb pour les poursuites est refusée. Sur l'accusation faite à la Chambre des communes le 31 janvier 1769 selon laquelle Webb aurait soudoyé avec de l'argent public Michael Curry, pour trahir Wilkes et témoigner contre lui, l'avocat plaide au nom de Webb qu'il est maintenant aveugle et a l'intellect altéré, et la motion contre lui est rejetée.

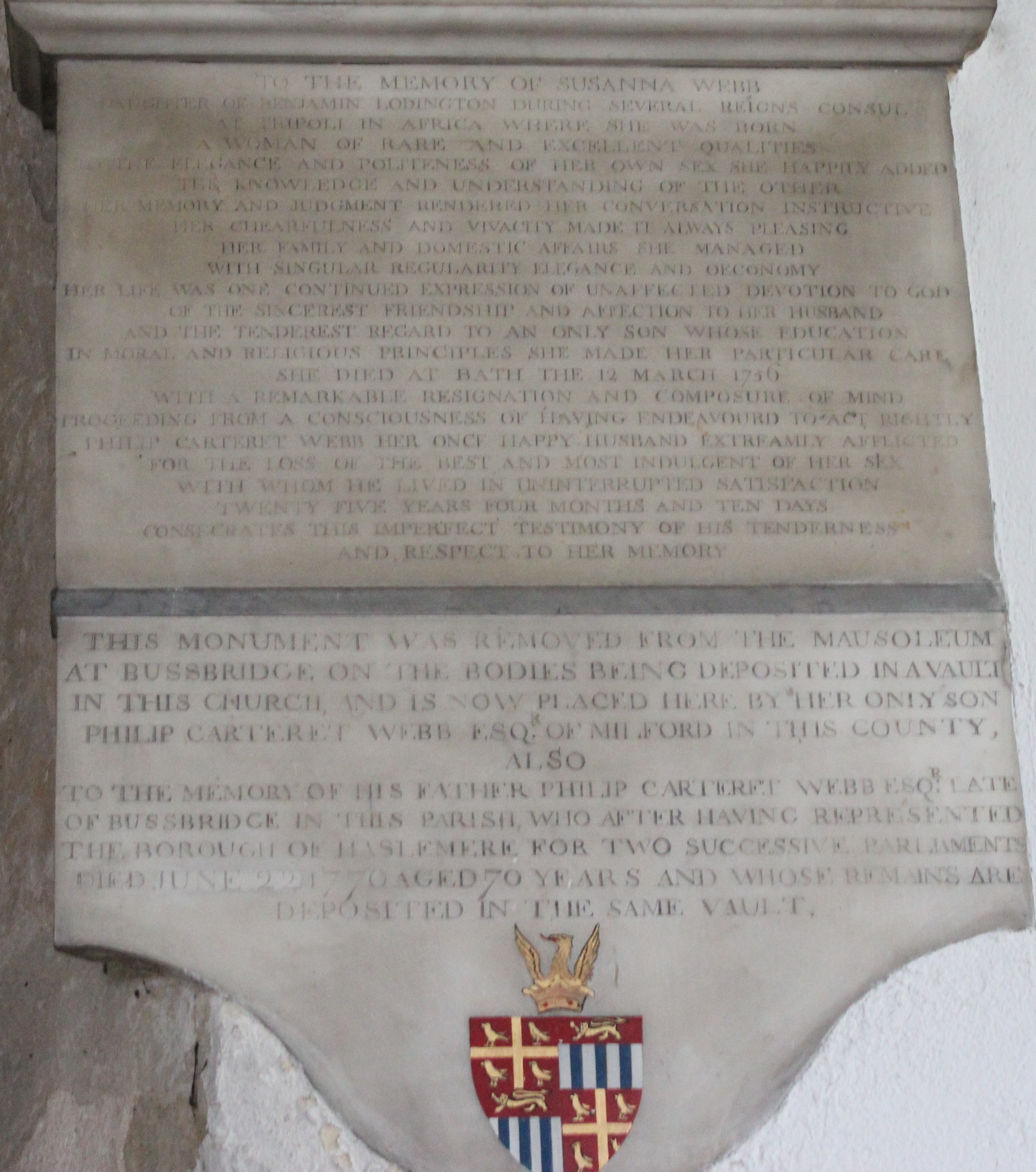
Mémorial dans l'église Saint-Pierre et Saint-Paul, Godalming.

Webb est mort à son siège de Busbridge Hall le 22 juin 1770.

## Travaux
Il est l'auteur de Remarks on the Pretender's Declaration and Commission, 1745, daté de Lincoln's Inn le 12 octobre de cette année-là, et de Remarks on the Pretender's Eldest Son's Second Declaration, 1745, qui sortit par la suite.
Webb est le chef de file en saisissant, parmi les papiers de Wilkes, le poème de l'Essai sur la femme ; et quand la légalité des mandats généraux est contestée, il imprime en privé et anonymement un volume d'exemplaires tirés des archives de la Cour du banc du roi, les livres de bureau des secrétaires d'État, des mandats émis par les secrétaires d'État, 1763. Il imprime également Quelques observations sur la décision tardive de libérer M. Wilkes de la tour. Par un membre de la Chambre des communes, 1763.
Webb a également pour travaux :
- A Letter to Rev. William Warburton on some Passages in the “Divine Legation of Moses.” By a Gentleman of Lincoln's Inn, 1742. Reply to The Divine Legation of Moses.
- Observations on the course of Proceedings in the Admiralty Courts, 1747.
- Excerpta ex Instrumentis Publicis de Judæis, 1753.
- Short but True State of Facts relative to the Jew Bill, 1753.
- The Question whether a Jew born within the British Dominions could before the late Act purchase and hold Lands. By a Gentleman of Lincoln's Inn, 1753; a reply to the question was written by Joseph Grove.
- A Short Account of Danegeld. By a Member of the Society of Antiquaries. Read at a meeting 1 April 1756.

A Short Account of Domesday Book, with a view to its Publication. By a Member of the Society of Antiquaries. Read 18 Dec. 1755, 1756.
- State of Facts on his Majesty's Right to certain Fee-farm Rents in Norfolk, 1758; cent exemplaires seulement.
- Account of a Copper Table with two inscriptions, Greek and Latin, discovered in 1732 near Heraclea. Read before Antiquaries, 13 Dec. 1759, 1760. Le 12 mars 1760, il présenta cette table, une des Tables d'Héraclée, au roi d'Espagne, par l'intermédiaire du ministre napolitain, pour la collection royale de Naples, et il reçut en retour une bague en diamant[3].

Webb écrit dans le modérateur et contribue aux transactions philosophiques. John Topham sert sous ses ordres.

## Collectionneur
Les manuscrits de Sir Julius Cæsar sont dispersés aux enchères en 1757, et près d'un tiers de la collection est acheté par Webb. Ceux-ci, avec ses autres manuscrits sur papier, sont achetés à sa veuve par Lord Shelburne, et sont ensuite allés aux manuscrits de Lansdowne au British Museum.
Webb vend à la Chambre des Lords trente volumes manuscrits des rouleaux du Parlement, et le reste de sa bibliothèque, notamment ses manuscrits sur vélin, est vendue le 25 février 1771 et les seize jours suivants. Ses pièces et médailles les plus précieuses sont acquises par Matthew Duane ; le reste et ses anciens bustes et bronzes de marbre sont vendus en 1771. À la mort de sa veuve, ses autres collections sont vendues par Abraham Langford.

## Naturaliste
Une lettre d'Emanuel Mendes da Costa à Webb se trouve dans Illustrations of Literature de John Nichols (iv. 788–9). En juillet 1758, il obtient de la Society of Arts une médaille d'argent pour avoir planté une grande quantité de glands pour le bois.

## Famille
Il épouse, le 2 novembre 1730, Susanna, fille de Benjamin Lodington, consul de longue date à Tripoli. Elle meurt à Bath le 12 mars 1756, à l'âge de 45 ans, laissant un fils, également appelé Philip Carteret Webb (décédé le 10 octobre 1793). Deux autres enfants sont morts en bas âge et, sur son propre désir, Mme. Webb est enterrée avec eux dans une grotte dans le parc de Busbridge. Ils sont ensuite exhumés et placés dans une voûte sous l'église de Godalming, avec un monument à elle et à son mari.
En août 1758, Webb épouse Rhoda, fille de John ou James Cotes de Dodington dans le Cheshire, et par elle n'a aucune descendance. Il lui lègue tout ce qu'il pouvait. Elle épouse, le 5 septembre 1771, Edward Bever de Farnham, Surrey, et en 1775 vend le domaine de Busbridge.